# Varanus gilleni
Il varano nano o goanna pigmeo (Varanus gilleni, Lucas & Frost, 1895) è una piccola lucertola varanoide abitante dell'Australia. È una specie arboricola lunga circa 30–40 cm con una coda corta e tozza. Si nutre di insetti, uova, lucertole e mammiferi come topi.